# ワルング語
ワルング語（わるんぐご、Warrongo）は、オーストラリアクイーンズランド州北東部でアボリジニによって話されていた言語で、オーストラリア諸語のひとつ。1981年に最後の話者が亡くなり、消滅した。話者の子孫たちを中心にするグループが言語復興運動をおこなっている。

## 言語名
この言語の自称は [waɾoŋo] である。この名前は、ラテン文字で War-oong-oo / Waruŋu / Warungu / Warrungu のように書き表され、日本語では従来ワルング語とされていた。ただし、言語復活運動が始まり、2004年に正書法を Warrongo とすることが決まって以来、角田太作は英語では Warrongo、日本語ではワロゴ語またはワロコ゚語と表記している。
この他に、ハーバート峡谷出身のアレック・コリンズは Gobobarra とも呼んでいた。Gobobarra とは《葉の繁るところの人々（の言語）》という意味であり、ハーバート峡谷のワルング語を指していると考えられる。

## 系統
パマ・ニュンガ語族に属する。

## 話者
ワルング語の調査は1960年以降に本格的に始まったが、当時すでにワルング語を流暢に話せる人は少なかった。残っているデータはアルフ・パーマーとアレック・コリンズの2人から得られたものがほとんどである。
アルフ・パーマー (Alf Palmer) は、ワルング語の名前を Jinbilnggay といい、1880年頃にクイーンズランド州マウント・ガーネット付近で生まれた。父はイギリス人、母はアボリジニであった。1918年のサイクロンによって家を失ってパーム島に移住し、1981年に亡くなるまでそこで暮らした。ワルング語の他に、英語・ジルバル語・ギラマイ語・ワルガマイ語を話すことができた。1964年にはR・M・W・ディクソンが、1971年、1972年、1974年には角田太作が、彼の協力を得てワルング語の調査を行なった。
アレック・コリンズ (Alec Collins) は、ワルング語の名前を Wolngarra といい、1920年以前にハーバート峡谷のアボリジニの族長ワンビノ (Wambino) の息子として生まれた。1963年頃にディクソンが、1970年にピーター・サットンが彼のワルング語を調べた。1975年に亡くなった。